# Greg McLean
Greg McLean es un director de cine australiano, productor y escritor. Llamó la atención en 2005 con su largometraje debut, Wolf Creek. La secuela largamente esperada fue estrenada en 2013. McLean también escribió, dirigió y produjo Rogue (2007) y fue productor ejecutivo de Red Hill (2010) y Crawlspace (2012). Es también el coautor de dos novelas sobre el personaje ficticio Mick Taylor y el cómic de cuatro partes serie de libro Eje Oscuro: Batallas Secretas de WW2 y la novela gráfica Sebastian Hawks – Cazador de Criaturas. En 2016 fue estrenada su película más tardía, 6 Miranda Drive, así como una serie de televisión basada en su film Wolf Creek.

## Biografía
Según las notas de producción de Wolf Creek, "después de estudiar pintura, McLean estudió en el Instituto Nacional de Arte Dramático (NIDA), completando un diploma de dirección." En su carrera temprana trabajó con Neil Armfield, Baz Luhrmann y Catherine Martin en Australia.
Su primer cortometraje, Plead, ganó un premio de la ACS. Su cortometraje ICQ se estrenó en el New York Independent Film Festival, ganando el premio a "Mejor Director Mejor de Cortometraje". Bajo su compañía de producción GMF (Greg McLean Films), McLean produjo anuncios televisivos y trabajos similares.
Su primera película fue la citada Wolf Creek. Las críticas fueron mixtas, pero se convirtió en un film de culto.
Su siguiente película Rogue, en 2007, narraba como unos excursionistas son atacados por un cocodrilo en el territorio Del norte de Australia. Fue uno de los candidatos para dirigir Paranormal Actividad 2. McLean Produjo la película de Justin Dix Crawlspace.
En 2013, McLean regresó con RWolf Creek 2, la secuela de Wolf Creek. John Jarrett retomó su papel como el asesino en serie Mick Taylor, junto a Ryan Corr.
McLean También fue el productor ejecutivo de La Leyenda de Ben Hall.

## Filmografía
| Año  | Título                 | Director | (Ejecutivo)Productor | Escritor | Notas        |
| ---- | ---------------------- | -------- | -------------------- | -------- | ------------ |
| 2001 | ICQ                    | Sí       | Sí                   | Sí       | Cortometraje |
| 2005 | Wolf Creek (película)  | Sí       | Sí                   | Sí       |              |
| 2007 | Rogue                  | Sí       | Sí                   | Sí       |              |
| 2010 | Cerro rojo             | Sí       |                      |          |              |
| 2012 | Crawlspace             | Sí       |                      |          |              |
| 2013 | Wolf Creek 2           | Sí       | Sí                   | Sí       |              |
| 2016 | 6 Miranda Drive        | Sí       | Sí                   | Sí       |              |
| 2016 | La Leyenda de Ben Hall | Sí       |                      |          |              |
| 2016 | ADown Under            | Sí       |                      |          |              |
| 2016 | Belko Experiment       | Sí       |                      |          |              |
| 2017 | La Jungla              | Sí       | Sí                   |          |              |